# Sorans-lès-Breurey
Sorans-lès-Breurey là một xã ở tỉnh Haute-Saône trong vùng Bourgogne-Franche-Comté phía đông nước Pháp.